# Ambulyx wilemani
Espèce
Ambulyx wilemani est une espèce de lépidoptères de la famille des Sphingidae, sous-famille des Smerinthinae, tribu des Ambulycini, et du genre Ambulyx.

## Distribution et habitat
Distribution
L'espèce est endémique des Philippines.

## Systématique
- L'espèce Ambulyx wilemani a été décrite par les entomologistes britannique Lionel Walter Rothschild et allemand Karl Jordan en 1916.

### Synonymie
- Oxyambulyx substrigilis wilemani Rothschild & Jordan, 1916 Protonyme